# زبان نیاژرمنی

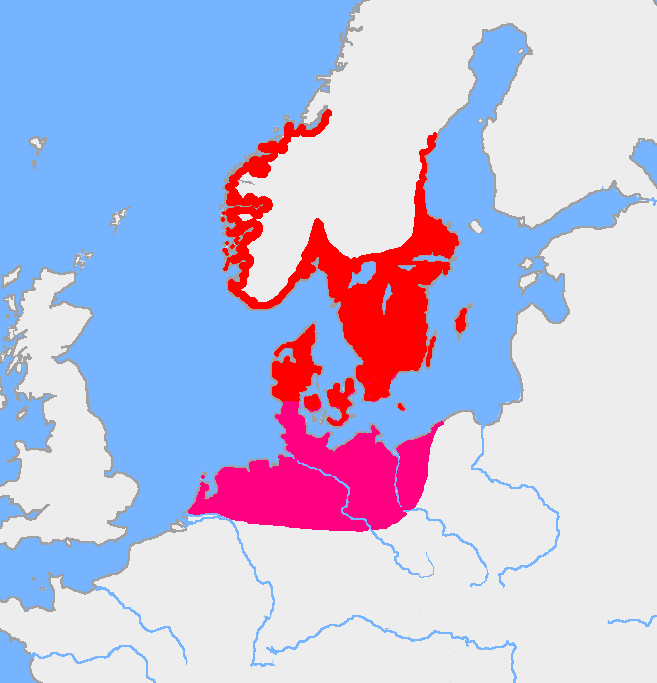
نقشه پراکندگی زبان نیاژرمنی در حدود سال ۵۰۰ پیش از میلاد

زبان نیا-ژرمنی (به انگلیسی: Proto-Germanic language) یا ژرمنی مشترک یک نیازبان بازسازی‌شده و ریشه شاخهٔ ژرمنی خانواده زبان‌های هندواروپایی است.
نیاژرمنی در طی نخستین نیمه از نخستین هزاره دوران مشترک به سه شاخه ژرمنی غربی، ژرمنی شرقی و ژرمنی شمالی تقسیم شد که برای مدت زیادی در ارتباط با هم بودند. از این زبان هیچ متن منسجمی باقی نمانده‌است و با استفاده از روش‌های مقایسه‌ای بازسازی شده‌است.